# مناس

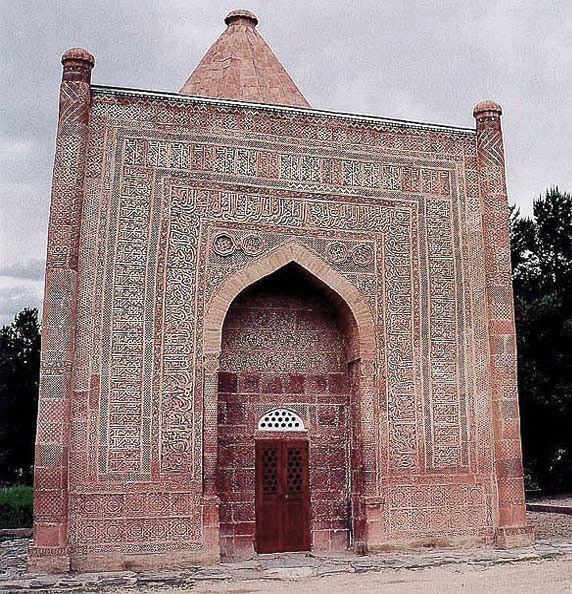
بنایی که بر روی محلی ساخته شده که گور قهرمان داستان مناس در آن‌جا فرض می‌شود.

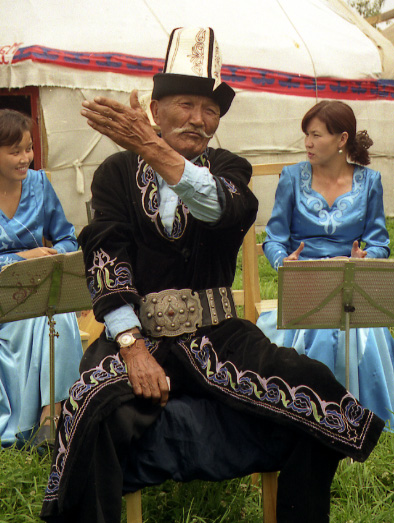
یک مناس‌خوان (مناسچی) سنتی قرقیز در یک یورت در شهر کاراکول.

مَناس نام حماسهٔ ملی مردم قرقیز است.
نام شخص مناس، قهرمان این داستان، و دشمن او جولوی، نخستین بار در دست‌نویسی فارسی به نام مجمع‌التواریخ که توسط صیف‌الدین اخستیکی، ساکن وادی فرغانه در سال ۳–۱۷۹۲ میلادی نوشته شده یاد شده‌است.
نگارش‌های گوناگونی از حماسه مناس در دست است که بلندترین آن دربرگیرندهٔ حدود ۵۰۰ هزار سطر است. دولت قرقیزستان با ادعای «هزار سالگی» این اثر در سال ۱۹۹۵ برای آن «جشن هزار سالگی» گرفت.
این پهلوان‌نامه، داستان فردی به نام مناس و نوادگان و پیروان اوست. نبردهای آنان با دشمنانشان از قوم‌های ختا و قالموق محور اصلی داستان را تشکیل می‌دهد. این اثر از سه بخش فراهم شده که هز بخش دربرگیرندهٔ مجموعه‌ای ناپیوسته از رویدادهای قهرمانی است.
در قرقیزستان آیینی همانند شاهنامه‌خوانی ایران برای مناس‌خوانی وجود دارد. قرقیزها مادر مناس قهرمان ملی خود را دختر امیر بخارا می‌دانند.